# آیروکلند کلاس دوستسون
آیروکلند کلاس دوستسون (به انگلیسی: Dévastation-class ironclad) یک کلاس از کشتی است که طول آن ۱۰۰٫۲۵ متر (۳۲۸ فوت ۱۱ اینچ) می‌باشد.